# Slaget vid Bembezi
Slaget vid Bembezi ägde rum den 1 november 1893. Detta var den mest avgörande striden som British South Africa Company  (BSAC) vann under det första Matabelekriget 1893.
British South Africa Company gick över till Ndebele-positioner och blev nästan attackerade från bakhåll, men på grund av kommunikationsproblem med befäl gick de en annan väg där Ndebelekrigare med spjut väntade på dem. Även om de hade ett underlägset antal män (10 000 man mot 700), visade sig BSAC:s Maxim-kanoner vara överlägsna över det höga antalet Ndebele-spjutmän. Efter stora förluster började Ndebele dra sig tillbaka. Ungefär 2500 Ndebele dödades i slaget.
Efter det stora nederlaget flydde kung Lobengula från striden; slutet av det första Matabele-kriget var nära.

## Musik
1979 skrev John Edmond en låt som förklarade stridens gång och de händelser som ägde rum under striden. Den här låten har titeln Battle of Bembezi.